# Koritasti mlin
Koritasti mlin ili holender je stroj za mljevenje celuloznih vlakanaca koji se koristi u pripremi za proizvodnju papira. Inače se za mljevenje upotrebljava više vrsta strojeva. Dugo je u upotrebi bio samo jedan tip stroja, primijenjen u proizvodnji prvi put u Nizozemskoj oko 1690. i prema tome poznat po tradicionalnom nazivu holender. To je korito s pregradom u sredini koja omogućuje kružni tok suspenzije u koritu. Na jednoj je strani smješten rotirajući valjak s poprečnim uskim (oštrim) noževima koji se okreće iznad kućišta također opremljenog noževima. Cirkulirajuća vlaknasta masa prolazi između valjka i kućišta, a njihov razmak i širina noževa određuju jakost (intenzitet) i učinak mljevenja. Koritasti mlin obično može primiti od 200 do 1 000 kilograma mase, mljevenje može trajati od 15 minuta pa i do 10 sati, a masa se ubacuje i ispušta periodički. To je ujedno i najveći nedostatak tih strojeva jer se ne uklapaju u današnju automatiziranu proizvodnju papira. Danas se upotrebljavaju strojevi za neprekinuto mljevenje nazvani konusnim ili pločastim mlinovima.

## Priprema vlaknaste mase
Pod pripremom vlaknaste mase razumijeva se prevođenje poluproizvoda za proizvodnju papira (drvenjače, drvne celuloze, poluceluloze, celuloze od slame, otpadnog tekstila i starog papira) u stanje i oblik prikladan za stvaranje trake papira na papirnom stroju. Ako se celuloza, kao najčešći i osnovni poluproizvod u proizvodnji papira, ne doprema u tvornicu papira u obliku vodene suspenzije, već se nalazi u čvrstom stanju u obliku bala ili kotura, potrebno ju je prevesti u suspenziju. To se provodi pomoću jakih i brzih turboagitatora, pa se dobiva jednolična 3 do 7% vodena suspenzija. Svrha je tog postupka da se vlakanca međusobno odijele i dispergiraju u vodi. Osim toga u tom se obliku s poluproizvodom lakše rukuje, on se može lakše prevoziti, mjeriti, miješati s dodacima i mehanički obraditi. Međutim, celulozna vlakanca u takvoj sirovoj vlaknastoj masi nisu još prikladna i spremna za proizvodnju kvalitetnog papira. Ako se vlaknasta masa s takvim nemodificiranim vlakancina dovodi na papirni stroj, dobit će se niskokvalitetan, mekan i porozan papir male čvrstoće zbog slabe povezanosti vlakanaca. Takav papir može služiti za filtriranje, ali je inače vrlo neprikladan za pisanje i tiskanje, te je sasvim neupotrebiv za pakiranje (ambalaža). Zbog toga se prije stvaranja papirnog lista na papirnom stroju vlaknasta masa mora prvo pripremiti. Pripremom se od sirove vlaknaste mase postupcima mljevenja, primješavanja dodataka (keljiva, punila, bojila) pročišćavanjem i razrjeđivanjem stvara papirna smjesa (papirština), od koje se zatim na papirnom stroju proizvodi papir. 

### Mljevenje
Pod mljevenjem se razumijevaju mehaničke operacije, koje, iako izvođene na jednostavnim strojevima, mogu u celuloznim vlakancima uzrokovati i vrlo složene procese. Zbog toga je naziv mljevenje, kao tradicionalno uvriježeni naziv za te operacije, vrlo neprikladan i nepotpun. Tokom takozvanog mljevenja celulozna se vlakanca trgaju, čupaju i gnječe, pa se tako djelomično strukturno razgrađuju u mikrovlakna (mikrofibrile). Čini se da pri tom ne nastupaju veće kemijske promjene, ali su fizikalne promjene vrlo velike. Ranije se smatralo da vlakanca hidratiraju, ali je danas poznato da je proces mnogo složeniji. Iako ne nastupa hidratacija u kemijskom smislu, povećava se sklonost (afinitet) vlakanaca prema vodi, ona bubre i postaju podatnija i savitljivija. Zbog povećanja njihove površine i zbog promjena na njoj bitno se povećava sposobnost vlakanaca da se nakon sušenja međusobno povezuju. Tako se može dobiti gust, tvrd i čvrst papir, pa se pokazalo da mnoga fizikalna svojstva proizvedenog papira umnogome ovise upravo o načinu i trajanju mljevenja u toku pripreme vlaknaste mase.

#### Konusni mlin
Konusni mlin sastoji se od konusnog kućišta s pripadnim konusnim rotorom. Kućište i rotor imaju oštre noževe, a vlaknasta masa ulazi na užem i izlazi na širem dijelu mlina. Djelotvornost mljevenja ovisi o širini noževa i o razmaku između rotora i kućišta (statora), koji se po potrebi može podešavati. 

#### Pločasti mlin
Pločasti mlin ili mlin s diskovima opremljen je okruglim pločama (diskovima) s usađenim noževima između kojih se melje vlaknasta masa. Neki tipovi pločastih mlinova imaju dvije ploče, od kojih se jedna vrti (rotira), dok u drugih se vrti srednja od triju ploča (dvostruki pločasti mlin). Ploče se podesivom oprugom tlače jedna uz drugu, a njihove radne površine mogu biti obrađene i nazubljene na različite načine. Materijal za mljevenje ulazi kroz sredinu jedne od ploča, a izlazi na njihovu obodu. 
Za razliku od mljevenja u koritastom mlinu (holenderu), mljevenjem u konusnim i pločastim mlinovima dobije se vlaknasta masa boljih svojstava, koja se kasnije lakše obrađuje na papirnom stroju. Mijenjanjem razmaka među rotirajućim i mirujućim dijelovima mlinova i izborom vrste nazubljenja na njihovim površinama može se utjecati na kvalitetu mase. Tako je u gustoj masi uz tupe (široke) noževe i veći razmak između rotirajućeg dijela mlina i kućišta mljevenje blaže, pa se vlakanca ne skraćuju. Nasuprot tome, u rjeđoj masi, uz oštre (uske) noževe i manji razmak između rotirajućeg dijela i kućišta, mljevenje je snažnije i nastaje uglavnom rezanje i skraćivanje vlakanaca.